# Maddie Ziegler

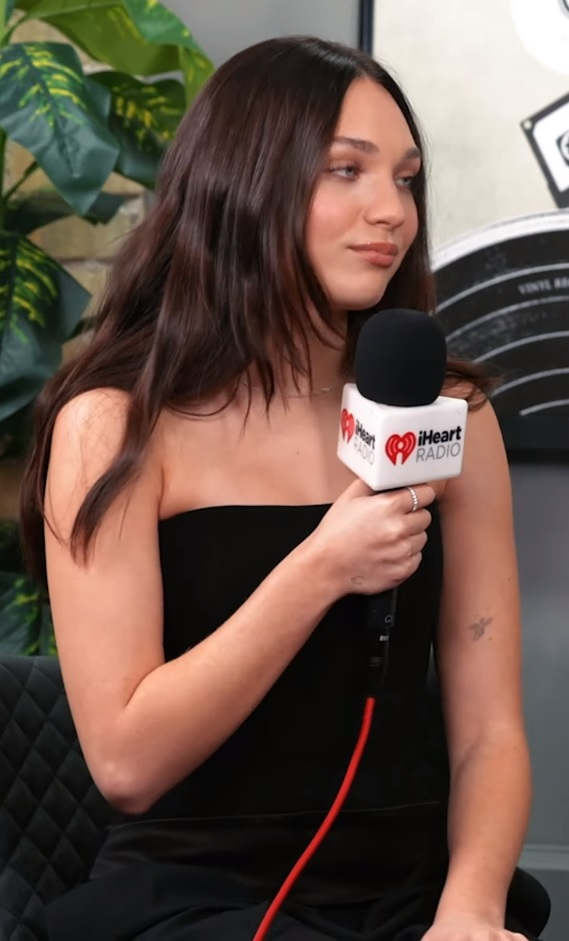
Maddie Ziegler (2024)

Madison Nicole „Maddie“ Ziegler (* 30. September 2002 in Pittsburgh, Pennsylvania) ist eine US-amerikanische Tänzerin, Schauspielerin und Model. Große Aufmerksamkeit erlangte sie durch ihre eigens für sie choreografierte Solo-Tanzperformance im Musikvideo zum Song Chandelier der australischen Sängerin Sia. In den Jahren 2015, 2016 sowie 2017 wurde Ziegler vom Time-Magazin in der Liste der „30 einflussreichsten Teenager“ genannt.

## Leben
Maddie Ziegler ist die Tochter von Melissa Gisoni und Kurt Ziegler. Sie ist polnischer, deutscher und italienischer Abstammung. Ihre jüngere Schwester, Mackenzie Ziegler, ist Tänzerin, Model, Schauspielerin und Sängerin. Des Weiteren hat sie zwei Halbbrüder aus der ersten Ehe ihres Vaters sowie zwei Stiefgeschwister aus einer früheren Ehe ihres Stiefvaters. Nachdem die Familie mehrere Jahre in einem kleinen Haus in Murrysville, Pennsylvania gelebt hatte, bezogen sie im Jahr 2015 ein größeres neues Einfamilienhaus. Zudem lebt sie zeitweise in Los Angeles, Kalifornien.
Im Alter von zwei Jahren begann Ziegler mit dem Tanzen, wurde im Alter von vier Jahren aktives Mitglied der Abby Lee Dance Company und wurde seitdem in Ballett, zeitgenössischem Tanz, Acro Dance, Jazztanz und Akrobatik ausgebildet. Bis zum Jahr 2013 besuchte Ziegler die Sloan Elementary School in Murrysville und bekam danach Hausunterricht.

## Werdegang

### Als Schauspielerin und Tänzerin
International bekannt wurde Ziegler durch die von Lifetime Television in Pittsburgh produzierte Reality-TV-Show Dance Moms, in der sie seit dem Jahr 2011 mitwirkte. Während dieser Zeit gewann sie mehrere nationale Tanzwettbewerbe und Preise. Ihr Schauspieldebüt gab sie im Jahr 2012 in einer Folge der US-amerikanischen Fernsehserie Drop Dead Diva, in der sie die junge Tänzerin Deb Dobkins verkörperte. Eine weitere kleine Rolle als Shelby Hayden übernahm sie im Jahr 2015 in einer Folge der Disney-Fernsehserie Austin & Ally. Noch im selben Jahr hatte sie einen Gastauftritt in einer Folge der ABC-Family-Fernsehserie Pretty Little Liars. Im Jahr 2016 gastierte sie in einer Episode in der von Nickelodeon produzierten Sitcom Nicky, Ricky, Dicky & Dawn als Eiffel und hat mit Colin Trevorrows Filmdrama The Book of Henry neben Naomi Watts, Sarah Silverman, Lee Pace und Dean Norris in der Rolle der Christina ihr Spielfilmdebüt gegeben. Während der im Januar 2016 angelaufenen sechsten Staffel von Dance Moms hat Ziegler die Reality-Show verlassen, um sich verstärkt der Schauspielerei und anderen Projekten zu widmen.

#### Musikvideos sowie Live- und Fernsehauftritte
Da die Sängerin und Songwriterin Sia nach eigenem Bekunden ein großer Fan der Fernsehshow Dance Moms ist, fiel ihr das außergewöhnliche Talent der damals Elfjährigen auf. Sia fragte über Twitter bei Ziegler an, ob sie Interesse hätte, in dem Musikvideo zu ihrer Single Chandelier aufzutreten. Ziegler sicherte daraufhin ihre Mitwirkung zu. Sia engagierte den in Los Angeles lebenden Choreographen Ryan Heffington und entwickelte gemeinsam mit ihm eine Solotanz-Choreografie für Ziegler. Im Video tanzt Ziegler mit einer blonden Sia-Perücke und hautfarbenem Turnanzug in einer verlassenen Wohnung tretend, springend, drehend und kriechend von Raum zu Raum. Das am 6. Mai 2014 veröffentlichte Video erregte sehr große Aufmerksamkeit bei Publikum sowie Medien und ist auf YouTube seitdem fast 3 Milliarden Mal aufgerufen worden. Das Musikvideo zum Lied Chandelier gewann bei den MTV Video Music Awards 2014 den Preis für die „Beste Choreografie“ und wurde für einen Grammy nominiert.
Durch den Erfolg des Musikvideos erhielten Sia und Ziegler von Moderatoren amerikanischer Fernseh- und Late-Night-Shows, unter anderem Jimmy Kimmel, Ellen DeGeneres und Seth Meyers, Anfragen für Live-Auftritte. Zusammen aufgetreten sind sie mit Chandelier bei The Ellen DeGeneres Show, Jimmy Kimmel Live! und Dancing with the Stars. Sia sang dabei mit dem Rücken zum Publikum und Ziegler führte ihre Tanz-Choreografie vor. Bei Dancing with the Stars traten sie zudem gemeinsam mit der US-amerikanischen Tänzerin Allison Holker auf. Auch bei weiteren Liedern wie Big Girls Cry und Elastic Heart trat Sia zusammen mit Ziegler auf.

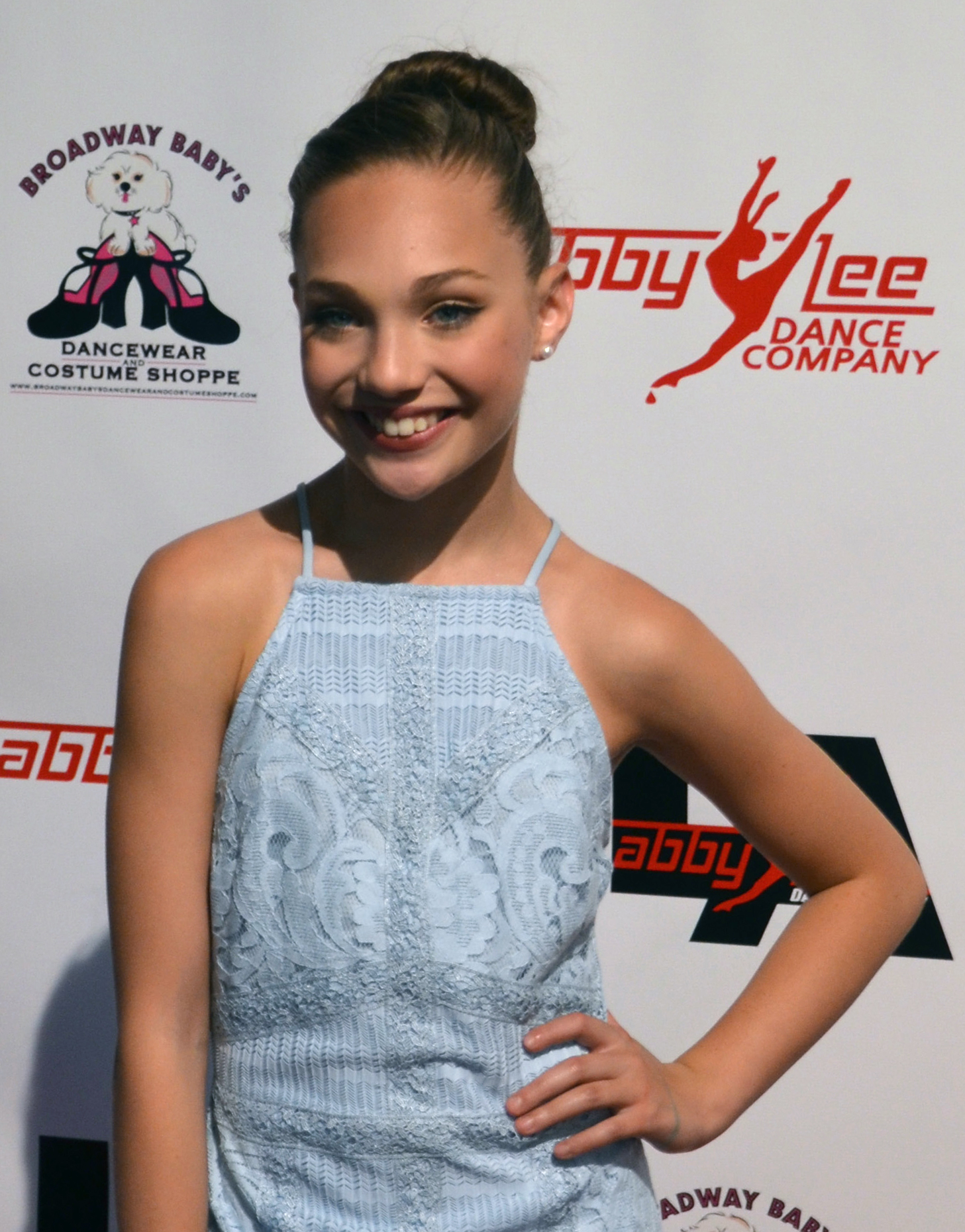
Ziegler bei der Eröffnung von Abby Lee Millers Tanzstudio in Santa Monica, Kalifornien, im Mai 2015

Am 24. Oktober 2014 gastierten Sia und Ziegler anlässlich eines We Can Survive-Konzerts von CBS Radio gemeinsam auf der Freilichtbühne Hollywood Bowl in Los Angeles und präsentierten ebenfalls alle drei Lieder live. Bei diesem Konzert sang Sia das von ihr für Rihanna mitgeschriebene Lied Diamonds ebenfalls mit dem Rücken zur Kamera und Ziegler tanzte dazu im Publikum. Im Musikvideo zum Song Elastic Heart von Sia, das am 7. Januar 2015 veröffentlicht wurde, ist Ziegler an der Seite des Schauspielers Shia LaBeouf kämpfend und tanzend in einem Käfig zu sehen. Am 17. Januar 2015 gastierte Sia mit Ziegler sowie einer weiteren Tänzerin bei der US-amerikanischen Comedy-Show Saturday Night Live. Sia sang das Lied Elastic Heart und die beiden Tänzerinnen präsentierten dazu eine neue Choreografie. Am 30. Januar 2015 traten Sia und Ziegler ein weiteres Mal bei der The Ellen DeGeneres Show mit der Single Elastic Heart auf. Bei den Grammy Awards 2015 am 8. Februar 2015 präsentierte Sia gemeinsam mit der US-amerikanischen Schauspielerin und Komödiantin Kristen Wiig und Ziegler eine Neuinterpretation ihres Musikvideos zu Chandelier mit einem gegenüber dem Musikvideo neuen Bühnenbild und einer veränderten Tanz-Choreografie. Am 2. April 2015 veröffentlichte Sia das offizielle Musikvideo zum Song Big Girls Cry, in dem Ziegler abermals im gleichen Outfit mit blonder Sia-Perücke sowie hautfarbenen Anzug mitwirkte und ihre Gefühle nicht durch Tanz, sondern mit Mimik und Gestik ausdrückte. Am 5. Mai 2015 trat Ziegler erneut bei Dancing with the Stars auf. Zu dem Lied Hold Back The River von James Bay tanzte sie ein Solo und bei Somewhere Over the Rainbow tanzte sie gemeinsam mit den jungen Tänzerinnen Brynn Rumfallo und Jaycee Wilkins zum Gesang von Josh Groban. Am 1. Dezember 2015 gastierten Sia und Ziegler mit der Single Alive erneut bei The Ellen DeGeneres Show.
Im Februar 2016 tanzte Ziegler mit weiteren Tänzern in dem ABC TV-Special The Wonderful World of Disney: Disneyland 60 zu dem Gesang der US-amerikanischen Country-Pop Sängerin Kelsea Ballerini eine Choreografie von Travis Wall.
Am 21. März 2016 veröffentlichte Sia mit dem Video zu ihrer Single Cheap Thrills das mittlerweile vierte Musikvideo in Zusammenarbeit mit Ziegler. Darin tanzt sie mit zwei weiteren Tänzern im bekannten Sia-Outfit mit schwarz-blonder Perücke und hautfarbenem Turnanzug, während Sia im Hintergrund singend zu sehen ist. Für ein einstündiges Sia-Konzert am 17. April 2016 auf dem Coachella-Festival 2016 tanzte Ziegler in neu produzierten und via Projektionsleinwand gezeigten Musikvideos erneut für die Sängerin. Die 19-jährige Tänzerin Stephanie Mincone übernahm dabei synchron zu den Videos auf der Leinwand die alternativen Liveauftritte. Am 24. Mai 2016 traten Sia und Ziegler mit Cheap Thrills im Finale der zehnten Staffel der US-amerikanischen Castingshow The Voice auf.
Ab dem 30. Mai 2016 war Ziegler in der Fox Tanzwettbewerb-Show So You Think You Can Dance: The Next Generation als Juror neben Jason Derulo, Nigel Lythgoe sowie Paula Abdul zu sehen. Die Sendung befasste sich mit der Suche nach jungen talentierten Tänzern im Alter zwischen 8 und 13 Jahren.
Am 6. September 2016 wurde das Musikvideo zur Sia-Single The Greatest veröffentlicht, in dem Ziegler gemeinsam mit einer Gruppe weiterer junger Tänzer zu sehen ist. Am 7. September 2016 traten Sia und Ziegler als Musikgast beim „Apple Special Event“ zur Präsentation des iPhone 7 mit den Liedern The Greatest und Chandelier auf und gastierten gemeinsam auf dem iHeartRadio Music Festival. Von Ende September bis Anfang November 2016 begleitete Ziegler die Sängerin zudem auf deren Nostalgic For The Present Tour durch Nordamerika.
Am 19. September 2017 veröffentlichte Sia mit dem Musikvideo Rainbow aus dem Soundtrack zu My Little Pony: Der Film nach längerer Pause erneut ein Video mit einem Tanzsolo von Ziegler.
Die gemeinsamen Tanz- und Musikvideos mit Sia wurden auf den Videoportalen YouTube und Vevo zusammengerechnet bis 2017 mehr als 3,5 Milliarden Mal aufgerufen. Auch in zahlreichen Musikvideos anderer Künstler ist Ziegler als Tänzerin aufgetreten.

### Tätigkeit als Model und andere Aktivitäten
Ziegler wurde von der Modelagentur IMG Models unter Vertrag genommen und arbeitete zuvor als Model für verschiedene Modemarken wie Glitzy Girl, Capezio und Purple Pixies inklusive einer Betsey Johnson Linie, Target sowie Ralph Lauren. Weiterhin ist sie auf zahlreichen Titelseiten von Magazinen und in diversen Modestrecken, darunter Schön! Magazine, Harper’s Bazaar, People, Dazed, Cosmopolitan, i-D, Billboard, Teen Vogue, Seventeen, Maniac Magazine, und Vanity Fair zu sehen. Auf der New York Fashion Week 2015 war sie als Korrespondentin für das Elle Magazine unterwegs.
Mit ihrer zwei Jahre jüngeren Schwester Mackenzie veröffentlichte sie im Oktober 2014 eine eigene, auf 100 Einzelstücke limitierte Modekollektion mit dem Namen Maddie & Mackenzie Collection. Zudem tanzten die Schwestern zusammen für die amerikanische Frauenzeitschrift Glamour in dem Modetrendvideo Maddie + Mackenzie Dance the fall trends. und drehten einen Werbespot für WowWee.
Für die britische Modezeitschrift i-D drehte Ziegler den Tanzkurzfilm Lucky Thirteen, bei dem die US-amerikanische Schauspielerin Chloë Sevigny als Erzählerin fungierte. Weiterhin wirkte Ziegler für eine Werbekampagne des Tanzschuhherstellers Capezio in dem Werbespot Dance In You mit. In einem Video für die Teen Vogue tanzte sie mit The Rockettes in der Radio City Music Hall.
Am 3. Oktober 2016 startete Ziegler unter dem Namen „Maddie“ eine eigene Modekollektion für Mädchen. Im März 2017 veröffentlichte Ziegler mit The Maddie Diaries: A Memoir ein Buch über ihren bisherigen Werdegang. Im Jahr 2018 arbeitete Ziegler unter anderem mit dem Schmuckhersteller Tiffany & Co. für eine Werbekampagne zusammen.

## Soziales Engagement
Im Jahr 2012 ging Ziegler zusammen mit ihrer Mutter und Schwester Mackenzie eine Partnerschaft mit Starlight Children’s Foundation ein, die sich um chronisch kranke Kinder und Jugendliche kümmert. Ziegler erklärte, dass sie gern ihre Zeit widmen möchte, um anderen Kindern zu helfen und dass es eine lohnende Erfahrung sei. Im Mai 2016 kündigten Ziegler und ihre Schwester an, für 'DoSomething.org' eine Geburtstagskampagne zu unterstützen, die es Menschen ermöglicht, selbstgemachte Geburtstagskarten an Kinder zu schicken, die in Obdachlosenheimen leben.

## Filmografie (Auswahl)

### Filme
- 2016: Ballerina (Stimme von Camille)
- 2017: The Book of Henry
- 2021: Music
- 2021: The Life After (The Fallout)
- 2021: West Side Story
- 2023: Fitting In
- 2024: My Old Ass

### Serien
- 2011–2016: Dance Moms (161 Episoden)
- 2012: Drop Dead Diva (Episode 4x10)
- 2015: Austin & Ally (Episode 4x05)
- 2015: Pretty Little Liars (Episode 6x05)
- 2016–2017: Nicky, Ricky, Dicky & Dawn (2 Episoden)
- 2016: So You Think You Can Dance: The Next Generation (12 Episoden)

## Musikvideos (Auswahl)
- 2011: It’s Like Summer (LUX)
- 2012: Cry (Alexx Calise)
- 2012: Summer Love Song (Brooke Hyland)
- 2014: Freaks Like Me (Todrick Hall)
- 2014: It’s a Girl Party (Mack Z)
- 2014: Chandelier (Sia)
- 2014: Shine (Mack Z)
- 2015: Elastic Heart (Sia)
- 2015: Big Girls Cry (Sia)
- 2016: Cheap Thrills (Sia)
- 2016: Taylor in Wonderland (Todrick Hall)
- 2016: The Greatest (Sia)
- 2017: Rainbow (Sia)
- 2018: Thunderclouds (Sia)
- 2018:  No New Friends (Sia)
- 2020:  Together (from the motion picture Music) (Sia)
- 2020:  Saved My Life (Sia)

## Auftritte als Tänzerin (Auswahl)
- 2013: Abby’s Ultimate Dance Competition (Tanzperformance in 2 Episoden)
- 2014: The Ellen DeGeneres Show (Tanzperformance zu Chandelier in Episode 11x160)
- 2014: Jimmy Kimmel Live! (Tanzperformances in Episode 12x95)
- 2014: Dancing with the Stars (Tanzperformance zu Chandelier in Episode 19x4)
- 2015: Saturday Night Live (Tanzperformance zu Elastic Heart in Episode 40x11)
- 2015: The Ellen DeGeneres Show (Tanzperformance zu Elastic Heart in Episode 12x93)
- 2015: Grammy Awards 2015 (Tanzperformance zu Chandelier)
- 2015: Dancing with the Stars (Tanzperformance zu Somewhere Over the Rainbow in Episode 20x9)
- 2015: The Ellen DeGeneres Show (Tanzperformance zu Alive in Episode 13x59)
- 2016: The Wonderful World of Disney: Disneyland 60 (Tanzperformance zu Part of Your World)
- 2016: YouTube’s Brandcast Event in NYC (Tanzperformances zu Chandelier, Cheap Thrills, Reaper)
- 2016: The Voice (Tanzperformance zu Cheap Thrills in Episode 10x28)
- 2017: Outlaws (Tanzperformance gemeinsam mit fünf anderen Tänzern zu Feel It Still von Portugal. The Man)

## Tourneen
- 2016: Nostalgic for the Present Tour mit Sia
- 2017: Maddie & Mackenzie Australian Tour mit Mackenzie Ziegler
- 2018: Maddie & Mackenzie Australia & New Zealand Tour mit Mackenzie Ziegler
- 2019: Maddie & Mackenzie UK Tour mit Mackenzie Ziegler

## Auszeichnungen und Nominierungen (Auswahl)
| Liste der Auszeichnungen | Liste der Auszeichnungen | Liste der Auszeichnungen                         | Liste der Auszeichnungen     | Liste der Auszeichnungen | Liste der Auszeichnungen |
| Jahr                     | Preis                    | Kategorie                                        | Werk                         | Ergebnis                 | Ref.                     |
| ------------------------ | ------------------------ | ------------------------------------------------ | ---------------------------- | ------------------------ | ------------------------ |
| 2013                     | Industry Dance Awards    | Dancers Choice Awards Favorite Dancer            | –                            | Nominiert                | [ 113 ]                  |
| 2014                     | Industry Dance Awards    | Dancers Choice Awards Favorite Dancer 17 & Under | –                            | Gewonnen                 | [ 114 ]                  |
| 2015                     | Teen Choice Awards       | Choice Dancer                                    | –                            | Nominiert                | [ 115 ]                  |
| 2015                     | Industry Dance Awards    | Dancers Choice Awards Favorite Dancer 17 & Under | –                            | Nominiert                | [ 116 ]                  |
| 2016                     | People’s Choice Award    | DailyMail.com Seriously Popular Award            | –                            | Gewonnen                 | [ 117 ]                  |
| 2016                     | Shorty Awards            | Arts & Entertainment: Dance                      | –                            | Nominiert                | [ 118 ]                  |
| 2016                     | Teen Choice Awards       | Choice Dancer                                    | –                            | Gewonnen                 | [ 119 ]                  |
| 2016                     | Industry Dance Awards    | Dancers Choice Awards Favorite Dancer 17 & Under | –                            | Nominiert                | [ 120 ]                  |
| 2016                     | Industry Dance Awards    | Breakthrough Performer                           | –                            | Gewonnen                 | [ 121 ]                  |
| 2017                     | Shorty Awards            | Arts & Entertainment: Dance                      | –                            | Nominiert                | [ 122 ]                  |
| 2017                     | Shorty Awards            | Medium-Length Video                              | Maddie – Wear What Moves You | Nominiert                | [ 123 ]                  |
| 2017                     | Shorty Awards            | Brand Identity                                   | Maddie – Wear What Moves You | Gewonnen                 | [ 123 ]                  |
| 2017                     | Shorty Awards            | Brand Identity – Fashion                         | Maddie – Wear What Moves You | Würdigung                | [ 123 ]                  |
| 2017                     | Teen Choice Awards       | Choice Dancer                                    | –                            | Gewonnen                 | [ 124 ]                  |
| 2018                     | Teen Choice Awards       | Choice Dancer                                    | –                            | Gewonnen                 | [ 125 ]                  |
| 2021                     | Goldene Himbeere         | Schlechteste Nebendarstellerin                   | Music                        | Gewonnen                 |                          |

## Schriften
- 2017: The Maddie Diaries: My Story. Simon & Schuster Ltd, März 2017, ISBN 978-1-4711-6496-5
- 2017: The Audition (Band 1, mit Julia DeVillers). Aladdin, Oktober 2017, ISBN 978-1-4814-8636-1